# Neobisium simile
Espèce
Synonymes
- Obisium simile L. Koch, 1873

Neobisium simile est une espèce de pseudoscorpions de la famille des Neobisiidae.

## Distribution
Cette espèce se rencontre en Espagne, en France, au Luxembourg, en Belgique, aux Pays-Bas, en Allemagne, en Pologne, en Slovaquie, en Hongrie, en Autriche, en Suisse, en Italie, en Slovénie, en Croatie, en Bulgarie et en Géorgie.

## Systématique et taxinomie
Cette espèce a été décrite sous le protonyme Obisium simile par L. Koch en 1873. Elle est placée dans le genre Neobisium par Beier en 1932.

## Publication originale
- L. Koch, 1873 : Uebersichtliche Dartstellung der Europäischen Chernetiden (Pseudoscorpione). Bauer und Raspe, Nürnberg, p. 1-68 (texte intégral).